# Ховрін Антон Валерійович
Антон Валерійович Ховрін (рос. Антон Валерьевич Ховрин; 5 лютого 1983, м. Тольятті, СРСР) — російський хокеїст, нападник. Виступає за «Зауралля» (Курган) у Вищій хокейній лізі.
Вихованець хокейної школи «Лада» (Тольятті). Виступав за ЦСК ВВС (Самара), «Кристал» (Саратов), «Зауралля» (Курган).